# تپه چغا کبود ۳
تپه چغا کبود ۳ مربوط به عصر آهن - دوره سلجوقیان است و در شهرستان کرمانشاه، بخش مرکزی، دهستان بالادربند، ۱ کیلومتری جنوب شرق و شرق روستای چغا کبود واقع شده و این اثر در تاریخ ۲۶ اسفند ۱۳۸۷ با شمارهٔ ثبت ۲۵۷۳۹ به‌عنوان یکی از آثار ملی ایران به ثبت رسیده است.